# ヘルマン・ハンゼン
ヘルマン・ハンゼン（Hermann Hansen、1886年11月26日 - 1927年 3月13日）は、ドイツ出身の 指揮者・ ヴァイオリン奏者・ 軍人。第一次世界大戦時に日本の俘虜収容所でオーケストラを結成して多数の音楽会を開いた。1918年（大正7年）6月1日、徳島県の板東俘虜収容所内でベートーベンの交響曲第9番（第九）が演奏された時（日本国内での初演）の指揮者。

## 経歴
北ドイツのシュレースヴィヒ地方（現シュレースヴィヒ＝フレンスブルク郡）、グリュックスブルクの出身。オーデル川河口のシュテッティン（現ポーランド領シュチェチン）の音楽学校で学ぶ。1904年、18歳で海軍に入隊。1914年11月、中国の青島で「膠州海軍砲兵大隊（MAK）第3中隊」の一等軍楽兵曹として軍楽隊の指揮をとっていたが、青島の戦いの敗戦により日本軍の捕虜（俘虜）となった。同年12月に収容された徳島俘虜収容所において俘虜仲間と「徳島オーケストラ」を結成。収容所内で俘虜を対象として多数の演奏会を開いた。1917年に松山・丸亀・徳島の3つの収容所の統合移転により新設された板東俘虜収容所に移った後も、徳島オーケストラ（後に改称し「M.A.K.オーケストラ」）を率いて活発な演奏活動を行った。大戦終結後の1919年8月、シュレースヴィヒのデンマークとの帰属を決める住民投票に参加するために、他の俘虜より一足先に帰国した。市の広報係・秘書官・参事などを務める傍ら、休日には声楽クラブ「フェニックス」に参加し、1925年には同クラブの指揮者となった。1927年、40歳で病気のため死亡。結婚はしていたが、子どもはなかった。

## 日本での演奏活動
ハンゼンの演奏活動の中で最もよく知られているのは、1918年6月1日に板東俘虜収容所で行われた「第九」の日本初演である。この演奏会は徳島オーケストラの「第18回コンサート（第2回シンフォニーコンサート）」として開催された。小説や映画では日本人が演奏会場に招かれたり収容所の外から聴いたりしたように描写されている例もあるが、実際にはこの演奏会は夜間に講堂内で行われたものであり、一般の日本人には公開されなかった。ただし、その翌日の6月2日には、ハンゼンと徳島オーケストラが徳島市の千秋閣(徳島城表御殿)で開催された「和洋大音楽会」に出演しており、演奏した曲は第九ではなかったが、多数の徳島市民に演奏を聴かせたことは事実である。
小説や映画で有名になった板東俘虜収容所では、ハンゼンのほかに丸亀俘虜収容所から板東に移ったパウル・エンゲルのオーケストラなど、いくつかの演奏団体があった。これらの中でエンゲルオーケストラの演奏活動は俘虜の一人により記録が残されていたことから、丸亀および板東俘虜収容所における演奏会の曲目や日時、演奏者などの詳細が判明している 。しかし、徳島俘虜収容所におけるハンゼンの音楽活動の詳細は長らく不明であった。2001年にドイツのフレンスブルクでハンゼン自身が所有していた徳島俘虜収容所の新聞『トクシマ・アンツァイガー（Tokushima Anzeiger；徳島新報）』が発見されたことから解明が進んだ。徳島俘虜収容所では1915年4月から1916年8月までに50回の演奏会が開かれ、250曲ほどが演奏された。それらの中には、ハンゼンと徳島オーケストラによって日本初演された曲が第九のほかにも多数存在することが判明した。1916年1月23日に演奏されたベートーベンのヴァイオリン協奏曲や、ハイドンの交響曲第103番「太鼓連打」などがその代表的なものである。
徳島俘虜収容所は現在の徳島県庁付近に設置され、徳島市の中心部に近かったことから、ハンゼンと仲間の俘虜たちが演奏する様子を多くの徳島市民が興味深く見物した。評論家の中野好夫は、徳島俘虜収容所に隣接する旧制徳島中学校に通っていた頃、収容所で俘虜たちが イヴァノヴィッチの  ドナウ川のさざなみや「かっぽれ」の編曲版を演奏するのを見物したのがオーケストラを知った初めての経験であったことを記している。また、阿波踊りのおはやし「阿波よしこの」の第一人者「お鯉さん」（多田小餘綾）も、幼少の頃に見たドイツ兵俘虜の様子や音楽の演奏についての思い出話をインタビューで語った。前述の新聞『トクシマ・アンツァイガー』には、徳島市の楽器店で楽器や楽譜を注文する人が増えたとの記載があり、俘虜たちの演奏が徳島市民に影響を及ぼしていたことの裏付けとされている。

## 第九日本初演が描かれた小説および映画
板東俘虜収容所でハンゼンと徳島オーケストラが第九を日本初演したことは映画「バルトの楽園」 によって広く知られるようになったが、そのほかに小説の題材としても採り上げられている。直木賞受賞作の中村彰彦『二つの山河』や、秋月達郎『奇蹟の村の奇蹟の響き』、 木村伸夫『第九交響曲ニッポン初演物語』、医師の香川宜子『アヴェ・マリアのヴァイオリン』などに第九の日本初演が描かれている。これらの作品は史実を元にしたフィクションであり、事実とは異なる部分も多い。

## 第九日本初演を記念するイベント
第九の日本初演を記念したイベントとして最も大規模なものは、板東俘虜収容所が設置されていた当時の板東町が現在の鳴門市に含まれることから、鳴門市で毎年開催される「鳴門の第九」である。この演奏会は日本初演が6月1日であったことにちなみ、 1982年 から毎年6月の第1日曜日に開催される。鳴門市はこの日を「第九の日」と定めている。